# Alfonso Zamora
Alfonso Zamora Quiroz (Città del Messico, 9 febbraio 1954) è un ex pugile messicano.

## Biografia

### Carriera dilettantistica
Ha partecipato alle Olimpiadi di Monaco di Baviera del 1972, dove ha conquistato la medaglia d'argento nei pesi gallo cedendo in finale soltanto al fortissimo cubano Orlando Martínez (5-0). 

### Carriera professionistica
Professionista dal 1973, vanta un'incredibile striscia iniziale di 29 match tutti vinti prima del limite. Al 21º match, il 14 marzo 1975 si impossessa della cintura mondiale WBA dei pesi gallo, con lo status di campione lineare, battendo a Inglewood il sudcoreano Hong Soo-hwan per KO alla quarta ripresa. Tra gli sfidanti da lui battuti, il messicano Eusebio Pedroza, messo al tappeto alla seconda ripresa a Mexicali, il 3 aprile 1976.
Perde l'imbattibilità per knockout tecnico alla quarta ripresa il 23 aprile 1977 a Inglewood, contro il connazionale Carlos Zárate Serna, uno dei più forti pesi gallo di tutti i tempi, campione mondiale per la versione WBC ed anch'egli imbattuto. L'incontro non era valido per la riunificazione del titolo. Nel match successivo, Zamora perde definitivamente la cintura mondiale WBA consegnandola nei guantoni del panamense Jorge Luján che lo sconfigge per KO alla decima ripresa a Los Angeles, il 19 novembre 1977. 
Combatte altri sette match, con quattro vittorie e tre sconfitte, per ritirarsi definitivamente nel 1980.